# Bastien und Bastienne
Basitien und Bastienne (n.đ. 'Bastien và Bastienne') là một trong những vở opera đầu tiên của nhà soạn nhạc người Áo Wolfgang Amadeus Mozart. Vở opera này được Mozart viết vào năm 1768 theo yêu cầu của một vị bác sĩ. Khi ấy, Mozart mới chỉ có 12 tuổi. Điều đó chứng tỏ rằng Mozart là một thần đồng về âm nhạc. Điều thú vị của vở opera này là phần mở đầu của vở opera này lại là chủ đề cho chương đầu của bản giao hưởng số 3 của Ludwig van Beethoven. Và càng đáng nói hơn là cả hai phần mở đầu của cả hai tác phẩm này lại có công năng đệm hoàn toàn giống nhau.